# スレーンドラナガル

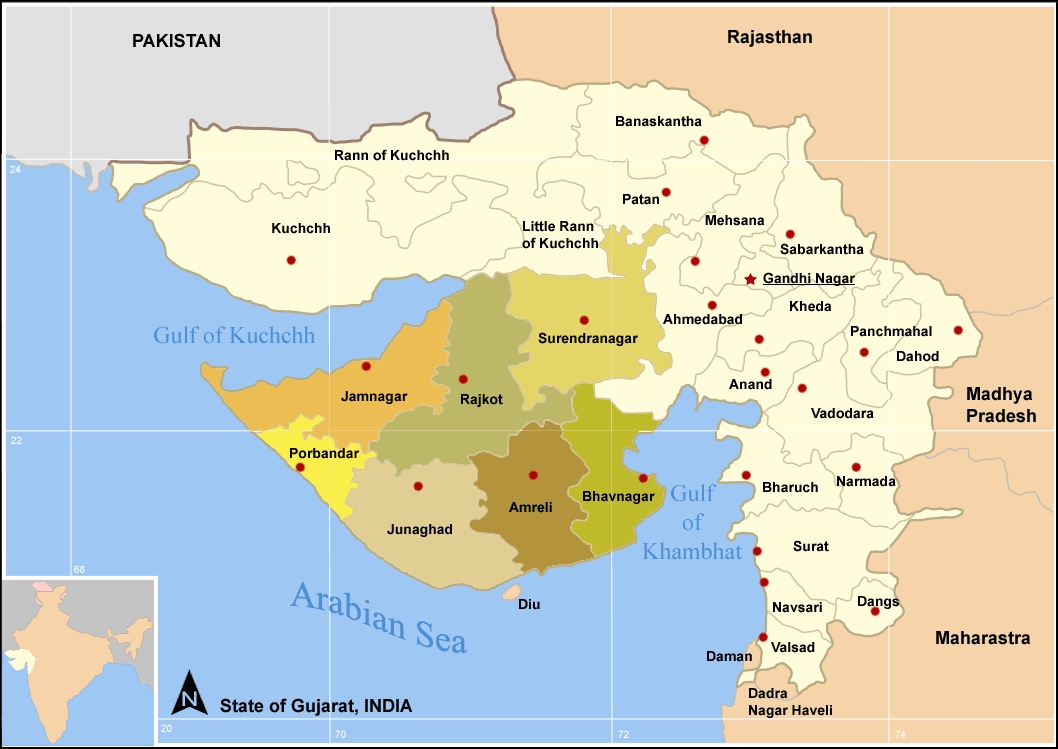
スレーンドラナガル

スレーンドラナガル（グジャラート語：સુરેન્દ્રનગર、英語：Surendranagar）は、インドのグジャラート州、スレーンドラナガル県の都市。スレーンドラナガル県の県庁所在地でもある。
人口は20万人以上である。面積は45平方キロメートル。公用語はグジャラート語、ヒンディー語。